# Strijkkwartet nr. 9 (Villa-Lobos)
Heitor Villa-Lobos componeerde zijn Strijkkwartet nr. 9 in 1945. Het is vanuit compositorisch oogpunt het lastigste kwartet dat hij geschreven heeft. Hoewel het werk bijna geheel atonaal is, is dat nauwelijks te horen. Zoals een klassiek strijkkwartet betaamt, is het werk cyclisch van opzet, iets wat bij Villa-Lobos nu juist niet zo vaak voorkwam. Deel (4) wordt gespeeld in een 5/4 maat, ongebruikelijk in de klassieke strijkkwartetten.

## Delen
1. Allegro – All(egr)o vivace
2. Andantino vagaroso – quasi animato – Tempo I
3. Allegro poco moderato, cum bravoura –piu mosso – Tempo I
4. Molto Allegro

## Bron en discografie
- Uitgave Briljant Classics: Cuarteto Latinoamericano
- Uitgave Naxos: Danubius Kwartet

Strijkkwartet nr. 1 · Strijkkwartet nr. 2 · Strijkkwartet nr. 3 · Strijkkwartet nr. 4 · Strijkkwartet nr. 5 · Strijkkwartet nr. 6 · Strijkkwartet nr. 7 · Strijkkwartet nr. 8 · Strijkkwartet nr. 9 · Strijkkwartet nr. 10 · Strijkkwartet nr. 11 · Strijkkwartet nr. 12 · Strijkkwartet nr. 13 · Strijkkwartet nr. 14 · Strijkkwartet nr. 15 · Strijkkwartet nr. 16 · Strijkkwartet nr. 17